# FK Słuck
Spartyuny Futbolny Kłub „Słuck” (biał. Спартыўны Футбольны Клуб «Слуцк») – białoruski klub piłkarski, mający siedzibę w Słucku, w obwodzie mińskim.

## Historia
Chronologia nazw:
- 1998—2003: FK Słuck (biał. ФК «Слуцк»)
- 2004—2010: Słuckcukar Słuck (biał. ФК «Слуцкцукар» Слуцк)
- 2011—...: SFK Słuck (biał. СФК «Слуцк»)

Klub został założony w 1998 roku jako FK Słuck. W 2004 roku głównym sponsorem klubu została Cukrownia w Słucku, dlatego nazwa klubu została zmieniona na Słuckcukar Słuck. Do 2007 zespół występował w mistrzostwach obwodu mińskiego, zdobywając tytuł mistrza w 2002 i 2007. W sezonie 2008 debiutował w drugiej lidze. Po zakończeniu sezonu 2010 zajął 2. miejsce i awansował do pierwszej ligi. Na początku 2011 doszło do zmiany nazwy na SFK Słuck. W sezonie 2013 uplasował się na 1. miejscu i po raz pierwszy zdobył awans do najwyższej ligi.

## Sukcesy

### Trofea międzynarodowe
Nie uczestniczył w rozgrywkach europejskich (stan na 01-03-2014).

### Trofea krajowe
| \| \| Zdobyte trofea w rozgrywkach Białorusi (stan na: 31-05-2013) \| |                                                              |      |                        |
| Rozgrywki                                                             | Osiągnięcie                                                  | Razy | Sezon(y)               |
| Mistrzostwo                                                           | I miejsce                                                    | 0    |                        |
| Mistrzostwo                                                           | II miejsce                                                   | 0    |                        |
| Mistrzostwo                                                           | III miejsce                                                  | 0    |                        |
| Mistrzostwo                                                           | ? miejsce                                                    | 1    | 2014                   |
| Puchar                                                                | zdobywca                                                     | 0    |                        |
| Puchar                                                                | finalista                                                    | 0    |                        |
| Puchar                                                                | 1/16 finału                                                  | 4    | 2010, 2011, 2012, 2013 |
| II liga                                                               | I miejsce                                                    | 1    | 2013                   |
| II liga                                                               | II miejsce                                                   | 0    |                        |
| II liga                                                               | III miejsce                                                  | 0    |                        |
| Białoruś                                                              | Zdobyte trofea w rozgrywkach Białorusi (stan na: 31-05-2013) |      |                        |

## Stadion
Klub rozgrywa swoje mecze domowe na stadionie Miejskim w mieście Słuck, który może pomieścić 1895 widzów.